# Naoki Tanaka (Fußballspieler)
Naoki Tanaka (japanisch 田中 直基 Tanaka Naoki; * 29. März 1993 in Hannan) ist ein japanischer Fußballspieler.

## Karriere
Tanaka erlernte das Fußballspielen in der Schulmannschaft der Kinki University High School und der Universitätsmannschaft der Kinki-Universität. Seinen ersten Vertrag unterschrieb er 2015 bei FC Osaka. Der Verein aus Osaka spielte in der Japan Football League. Für Osaka absolvierte er 73 Ligaspiele. 2018 wechselte er nach Numazu zum Drittligisten Azul Claro Numazu. Von August 2020 bis Saisonende wurde er an den ebenfalls in der dritten Liga spielenden Blaublitz Akita ausgeliehen. Am Ende der Saison wurde er mit Akita Meister der Liga und stieg in die zweite Liga auf. Im Februar 2021 wechselte er in die vierte Liga. Hier unterzeichnete er einen Vertrag bei seinem ehemaligen Verein FC Osaka. Am Ende der Saison wurde er mit Osaka Vizemeister der vierten Liga und stieg somit in die dritte Liga auf.

## Erfolge
Blaublitz Akita
- Japanischer Drittligameister: 2020  ▲